# Арипов, Туйчи
Туйчи Арипов (узб. Тўйчи Орипов; 1924, Ташкент, Узбекская ССР, СССР — 12 июня 2015, Ташкент, Узбекистан) — советский и узбекский актёр театра и кино, народный артист Узбекской ССР (1990).

## Биография и карьера
Окончил Ташкентский театрально-художественный институт в 1953 году. Выступал на сцене Узбекского театра драмы им. Хамзы. Среди ролей: «Кутлуг кон» (Хакимбойвачча), «Бой ила хизматчи” (Солихбой), «Келинлар кузголони» (Махкам) , «Абу Райхон Беруний» (Махмуд Газнави), «Киёмат карз» (Нуъмон Назаров), «Гариблар» (Левицкий), «Юлдузли тунлар» (Шайбонийхон).

## Роли в кино
- 2013 — «Преданный мой»
- 2004 — «Мальчики в небе-2» - Бободжан, дедушка Бахтиёра
- 2003 — «Великан и коротышка»
- 2002 — «Мальчики в небе» - Бободжан, дедушка Бахтиёра
- 1998 — «Шайтанат — царство бесов»
- 1995 — «Бомба» - Раис-Ата, председатель колхоза
- 1992 — «Нулевой вариант» - генерал милиции
- 1992 — «Бедные люди» - председатель махалии
- 1991 — «Абдулладжан, или Посвящается Стивену Спилбергу» - председатель колхоза
- 1987 — «По второму кругу»
- 1987 — «Горечь падения»
- 1982 — «Юность гения»
- 1979 — «Огненные дороги» - полицейский
- 1979 — «В поисках истины», фильм 2 (5-8 серии),
- 1977 — «Озорник» - торговец
- 1975 — «Преодолей себя» - председатель колхоза
- 1971 — «Неожиданное рядом»
- 1966 — «Колокол Саята»
- 1963 — «Пятеро из Ферганы» - Шмат

## Награды и звания
Награждён орденом  «Эл-юрт Хурмати».